# Trigonopterus artemis
Trigonopterus artemis – gatunek chrząszcza z rodziny ryjkowcowatych i podrodziny krytoryjków.
Gatunek ten opisany został po raz pierwszy w 2019 roku przez Alexandra Riedela na łamach „ZooKeys”. Współautorem publikacji jest Raden Pramesa Narakusumo. Jako miejsce typowe wskazano górę Klabat w okolicy Airmadidi w prowincji Celebes Północny. Epitet gatunkowy pochodzi od greckiej bogini łowów, Artemis.
Chrząszcz o ciele długości 2,53–2,93 mm, ubarwionym czarno z mosiężnym połyskiem i z rdzawymi czułkami i stopami. Zarys ciała jest prawie jajowaty. Ryjek ma po stronie grzbietowej w nasadowej połowie żeberko środkowe i parę słabo widocznych listewek przyśrodkowych. Przedplecze ma na powierzchni gęsto rozmieszczone punkty, z tych w części przedniej wyrastają półwzniesione, maczugowate szczecinki. Pokrywy porośnięte są półwzniesionymi, smukłymi łuskami oraz mają rzędy utworzone przez delikatne punkty i delikatne linie. Odnóża mają uda pozbawione ząbkowania. Genitalia samca cechują się prąciem o prawie równoległych, tylko w wierzchołkowych ⅓ zbieżnych bokach, około 1,4 raza dłuższymi od prącia apodemami oraz wyposażonym w niewyraźną nabrzmiałość i u nasady zesklerotyzowanym przewodem wytryskowym.
Ryjkowiec ten zasiedla ściółkę lasów górskich. Spotykany był na wysokości 1030 m n.p.m.
Owad ten jest endemitem indonezyjskiej wyspy Celebes. Znany jest tylko z miejsca typowego w prowincji Celebes Północny.